# Губернаторский дворец (Харьков)
Губернаторский дворец (в настоящее время главный корпус Украинской инженерно-педагогической академии) — памятник архитектуры XVIII века в городе Харькове (Украина). На протяжении своей истории служил также главным корпусом Харьковского Императорского университета.

## История
Губернаторский дом в Харькове построен в 1770—1777 годах. Первоначальный проект московского архитектора М. Тихменева воплощал на практике городской архитектор И. М. Вильянов, а позже прибывший из Москвы П. А. Ярославский (впоследствии авторство безосновательно приписывалось Варфоломею Растрелли).
Построен по приказу Екатерины II специально к её приезду, как путевой дворец. Прототипом считается проект царского дворца в Смоленске (разрушен в 1812 г.) и Путевой дворец в Великом Новгороде (сохранился). Дворец удостоился принять императрицу лишь однажды, на пути из Крыма в Санкт-Петербург в 1787 году. К её приезду во дворе был построен большой деревянный «торжественный зал», в 1791 году перестроенный Ярославским с помощью губернского механика Захаржевского под первый в Харькове постоянный театр (театр давал представления до 1796 года, а год спустя здание снесли).
Позже в здании дворца разместилась резиденция губернатора, а императорский трон, хранившийся здесь еще со времен Екатерины, был  отправлен в Петербург согласно приказу императора Павла I.
В 1804 году, после частичной реконструкции, проведённой архитектором Е. А. Васильевым, здание передали открывшемуся Харьковскому университету. В дальнейшем в этом здании находился главный корпус Харьковского Императорского университета, Украинского заочного политехнического института. Сейчас это главный корпус Украинской инженерно-педагогической академии.

## Архитектура

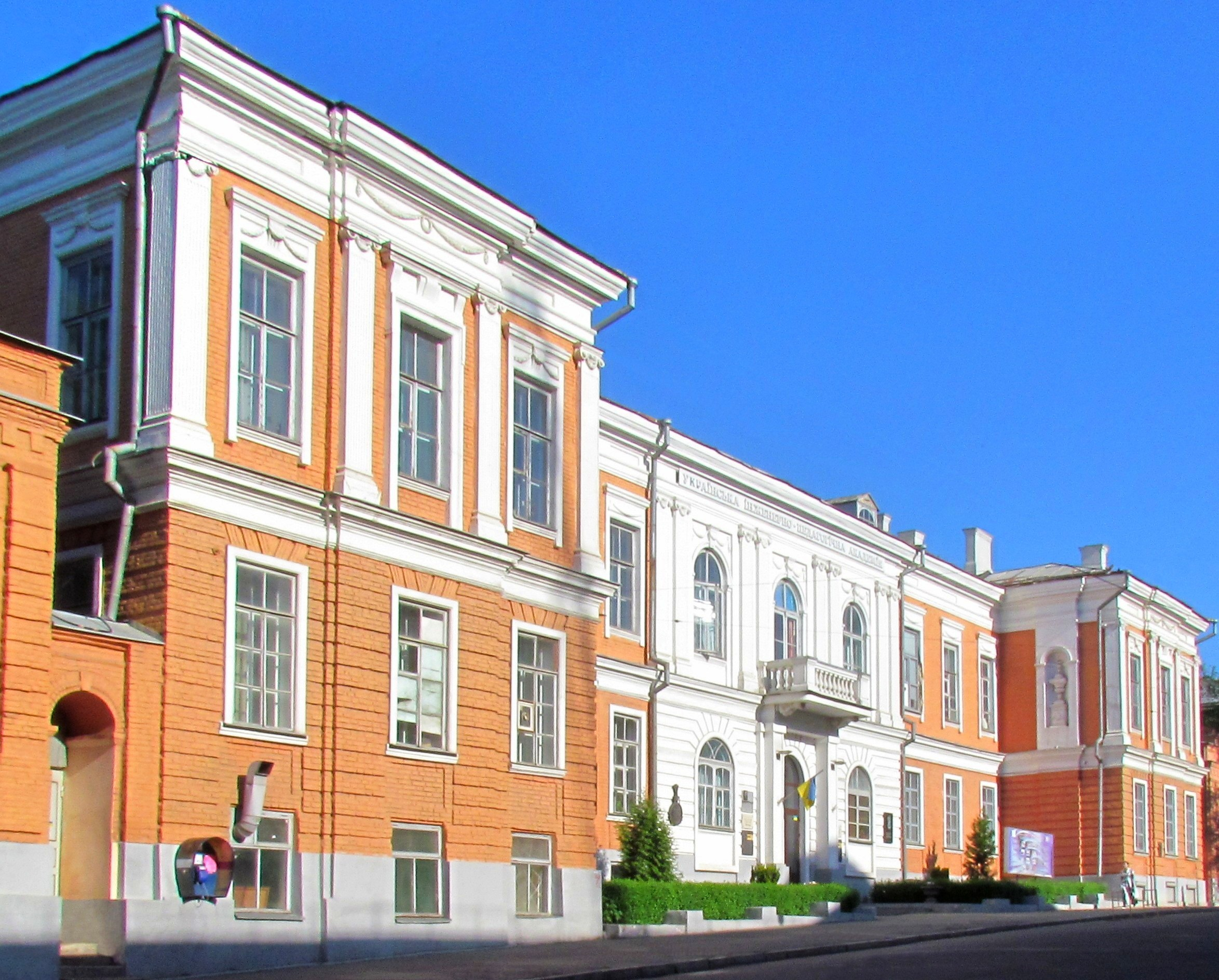
Главный корпус УИПА, современный вид

Стиль здания представляет собой переходную форму от барокко к классицизму. Обрамляющие центральную часть здания частично рустованные простые флигели (вначале одно-, а позднее двухэтажные) подчёркивают его нарядность. Фасад центральной части прежде украшал трёхарочный портик, над которым располагался большой балкон (эту часть композиции можно рассмотреть на изображениях начала XX века). Фасад украшают каннелированные ионические пилястры. По обе стороны здания симметрично расположены арочные въезды, выполненные в виде триумфальных арок. Центральный объём здания выше, чем флигели, и более богато оформлен; в числе декоративных элементов композиции ниши с вазами.
На здании установлены мемориальные доски в память об учившемся в нём И. И. Мечникове и об участии революционного студенчества Харькова в баррикадных боях в октябре 1905 года.